# Thumhawa Piprahawa
Thumhawa Piprahawa – gaun wikas samiti w zachodniej części Nepalu w strefie Lumbini w dystrykcie Rupandehi. Według nepalskiego spisu powszechnego z 2001 roku liczył on 541 gospodarstw domowych i 3864 mieszkańców (1882 kobiet i 1982 mężczyzn).